# Neposedi
Neposedi (en ruso: Непоседы [nʲɪpɐˈsʲedɨ]) es un grupo de música infantil formado en Moscú, Rusia en 1991 por Elena Pindzhoyán y Yuri Nikoláiev. El título se refiere a niños que son incapaces de permanecer indiferentes en el mismo lugar; quienes son inquietos.
Yúliya Vólkova y Lena Kátina de t.A.T.u fueron las más exitosas del grupo. Ambas fueron miembros desde 1997 hasta 1999. Vólkova reclama haberla expulsado por fumar, tomar e insultar; Neposedi, sin embargo, niega esto, declarando que ella se había graduado como cualquiera de los miembros a cierta edad. Lena Kátina, de t.A.T.u., dejó Neposedi tiempo después que Vólkova.
Los cantantes pop Serguéi Lázarev y Vlad Topálov de Smash!! también fueron miembros de Neposedi.
El primer álbum lanzado del grupo fue en 1997 bajo el título de Пусть миpом пpaвит любовь (Pust Mírom Právit Lyubov). El álbum incluye 20 tracks, ambas en inglés y en ruso, con cover como "It's All Coming Back to Me Now" y "Can You Feel The Love Tonight". 
Neposedi todavía está junto, cambiando de miembros constantemente y presentándose en Rusia. Ellos tuvieron una notable presentación en el GTSKZ "Russia". Cantaron 19 nuevas canciones, y después de la presentación, un CD con esas canciones fue lanzado, incluyendo de videos bónus. 